# Kỳ thi tuyển sinh đại học và cao đẳng (Việt Nam)
Kỳ thi tuyển sinh đại học và cao đẳng là một kì thi từng được tổ chức tại Việt Nam nhằm mục đích lấy sinh viên đầu vào cho các trường đại học và cao đẳng. Kì thi này còn được gọi nôm na là kỳ thi "3 chung" (chung đợt, chung đề và dùng chung kết quả), do Bộ Giáo dục và Đào tạo tổ chức hằng năm, ngay sau kì thi tốt nghiệp trung học phổ thông khoảng một tháng. Trong những năm tổ chức, kì thi này được diễn ra vào thượng tuần và trung tuần tháng 7 theo lịch sau:
- Đợt 1: Ngày 4 tháng 7 và 5 tháng 7: thi các khối A, A1, V của hệ đại học. Thí sinh thi khối V, sau khi dự thi môn Toán, Lý thì thi tiếp năng khiếu vẽ đến ngày 8 tháng 7 (tùy trường).
- Đợt 2: Ngày 9 tháng 7 và 10 tháng 7 thi các khối B, C, D, N, H, M, T, S, R, K của hệ đại học. Thí sinh thi các khối năng khiếu, sau khi dự thi các môn văn hóa (khối H, N thi Văn theo đề thi khối C; khối M thi Văn, Toán theo đề thi khối D; khối T thi Sinh, Toán theo đề thi khối B; khối R thi Văn, Sử theo đề thi khối C; khối K thi Toán, Lý theo đề thi khối A) thì thi tiếp các môn năng khiếu vẽ, thể dục, nhạc và kĩ thuật đến ngày 14 tháng 7 (tùy trường).
- Đợt 3: Ngày 15 tháng 7 và 16 tháng 7 thi tất cả các khối của hệ cao đẳng.

Từ năm 2015, cùng với kỳ thi tốt nghiệp trung học phổ thông, kỳ thi tuyển sinh đại học và cao đẳng bị bãi bỏ để thay thế bằng một kỳ thi hợp nhất là kỳ thi trung học phổ thông quốc gia. Kỳ thi trung học phổ thông quốc gia dừng tổ chức sau năm 2019, sau đó Kỳ thi tốt nghiệp trung học phổ thông được tổ chức trở lại, các trường đại học có thể sử dụng kết quả thi tốt nghiệp để xét tuyển đại học, hoặc xét tuyển theo kết quả những kì thi tuyển sinh mới tự tổ chức, như Đánh giá năng lực (Đại học Quốc gia Hà Nội, Đại học Quốc gia Thành phố Hồ Chí Minh, Bộ Công an), hay Đánh giá tư duy (Đại học Bách khoa Hà Nội).

## Điều kiện
Thí sinh tham dự kỳ thi cần phải có bằng tốt nghiệp trung học phổ thông, giấy chứng nhận tốt nghiệp trung học phổ thông tạm thời hoặc bậc học tương đương.

## Các khối thi và môn thi
- Khối A: Toán, Vật lý, Hóa học [1]
  - Khối A01: Toán, Vật lý, Tiếng Anh (bắt đầu từ năm 2012)
  - Khối A02: Toán, Vật lý, Sinh học
  - Khối A03: Toán, Vật lý, Lịch sử
  - Khối A04: Toán, Vật lý, Địa lý
  - Khối A05: Toán, Hóa học, Lịch sử
  - Khối A06: Toán, Hóa học, Địa lý
  - Khối A07: Toán, Lịch sử, Địa lý
  - Khối A08: Toán, Lịch sử, Giáo dục công dân
  - Khối A09: Toán, Địa lý, Giáo dục công dân
  - Khối A10: Toán, Vật lý, Giáo dục công dân
  - Khối A11: Toán, Hóa học, Giáo dục công dân
  - Khối A12: Toán, Khoa học xã hội, Khoa học tự nhiên
  - Khối A13: Toán, Lịch sử, Khoa học tự nhiên
  - Khối A14: Toán, Địa lý, Khoa học tự nhiên
  - Khối A15: Toán, Giáo dục công dân, Khoa học tự nhiên
  - Khối A16: Toán, Ngữ văn, Khoa học tự nhiên
  - Khối A17: Toán, Vật lý, Khoa học xã hội
  - Khối A18: Toán, Hóa học, Khoa học tự nhiên
- Khối B: Toán, Hóa học, Sinh học
  - Khối B01: Toán, Sinh học, Lịch sử
  - Khối B02: Toán, Sinh học, Địa Lý
  - Khối B03: Toán, Sinh học, Ngữ văn
  - Khối B04: Toán, Sinh học, Giáo dục công dân
  - Khối B05: Toán, Sinh học, Khoa học xã hội
  - Khối B06: Toán, Sinh học, Tiếng Anh
- Khối C: Ngữ văn, Lịch sử, Địa lý
  - Khối C01: Ngữ văn, Toán, Vật lí
  - Khối C02: Ngữ văn, Toán, Hóa học
  - Khối C03: Ngữ văn, Toán, Lịch sử
  - Khối C04: Ngữ văn, Toán, Địa lý
  - Khối C05: Ngữ văn, Vật lí, Hóa học
  - Khối C06: Ngữ văn, Vật lí, Sinh
  - Khối C07: Ngữ văn, Vật lí, Lịch sử
  - Khối C08: Ngữ văn, Hóa học, Sinh học
  - Khối C09: Ngữ văn, Vật lí, Địa lý
  - Khối C10: Ngữ văn, Hóa học, Lịch sử
- Khối D: Ngữ văn, Toán, Ngoại ngữ
  - Khối D1: Ngữ văn, Toán, Tiếng Anh
  - Khối D2: Ngữ văn, Toán, Tiếng Nga
  - Khối D3: Ngữ văn, Toán, Tiếng Pháp
  - Khối D4: Ngữ văn, Toán, Tiếng Trung Quốc
  - Khối D5: Ngữ văn, Toán, Tiếng Đức (bắt đầu từ năm 2008)
  - Khối D6: Ngữ văn, Toán, Tiếng Nhật (bắt đầu từ năm 2008)
  - Khối D7: Toán, Hóa học, Tiếng Anh
  - Khối D08: Toán, Tiếng Anh, Sinh học
  - Khối D09: Toán, Tiếng Anh, Lịch sử
  - Khối D10: Toán, Tiếng Anh, Địa lý

### Khối năng khiếu
- Khối H: Ngữ văn, Mỹ thuật (vẽ chì và trang trí màu)
- Khối K: Toán, Vật lý, Kỹ thuật
- Khối M: Ngữ văn, Toán, Năng khiếu mẫu giáo (Hát, Kể chuyện, Đọc diễn cảm)
- Khối N: Ngữ văn, hai môn Năng khiếu Âm nhạc (Thanh nhạc, Biểu diễn nhạc cụ, Kiến thức âm nhạc cơ bản)
- Khối R: Ngữ văn, Lịch sử, Năng khiếu báo chí
- Khối S: Ngữ văn, hai môn năng khiếu sân khấu.
- Khối T: Sinh học, Toán, Năng khiếu thể dục thể thao (chạy cự li ngắn, bật tại chỗ, gập thân)

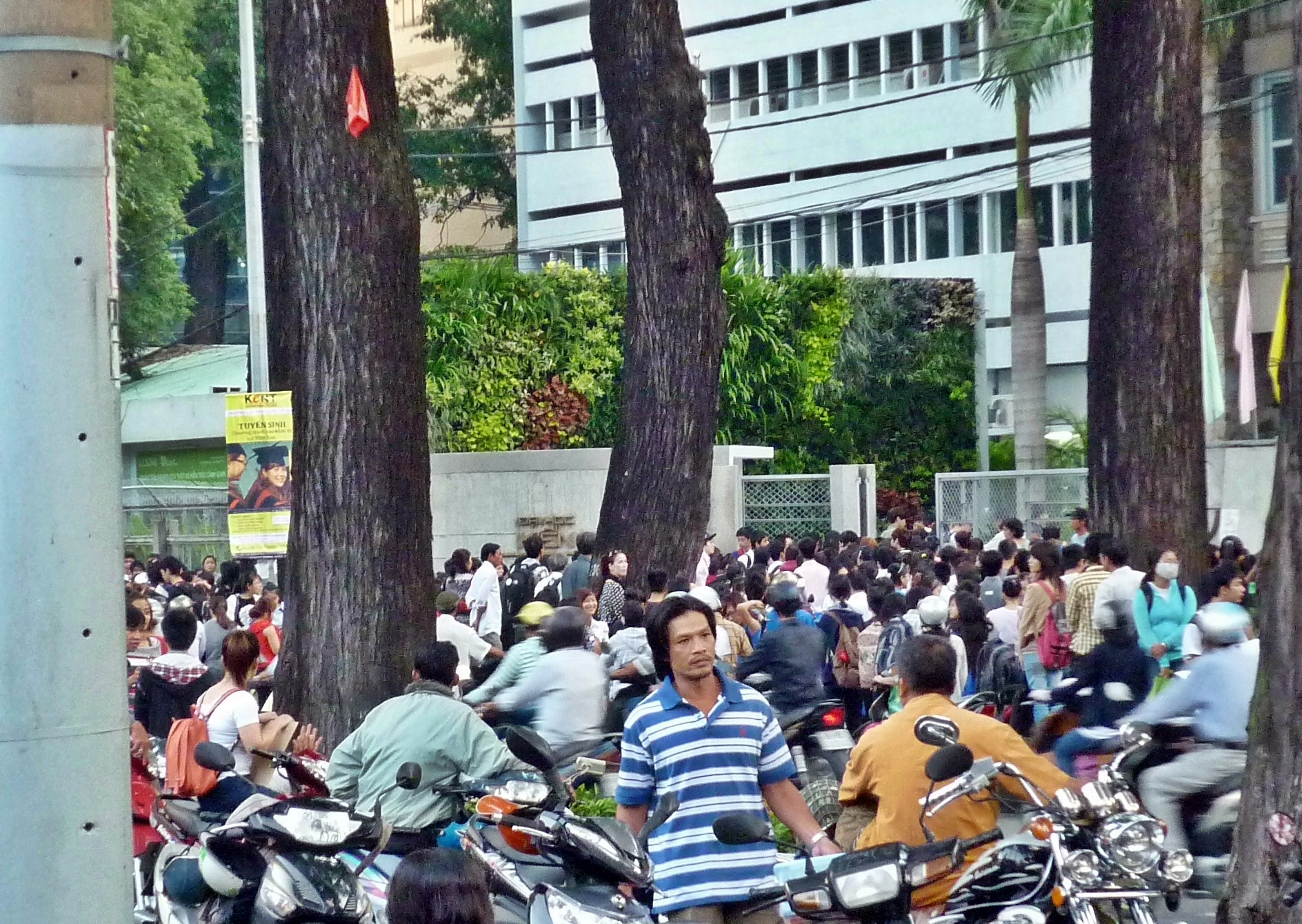
Phụ huynh và học sinh tại kì thi tuyển sinh Đại học Kiến trúc Thành phố Hồ Chí Minh năm 2012.

- Khối V: Toán, Vật lý, Mỹ thuật

## Hình thức thi
Từ năm 2001 trở về trước, mỗi trường tự tổ chức kì thi, dưới sự giám sát của Bộ Giáo dục và Đào tạo. Theo đó, thí sinh đăng kí dự thi bao nhiêu trường, thì phải trải qua bấy nhiêu kì thi. Điều nay gây nên sự tốn kém rất lớn, và mất công mất việc của rất nhiều các bậc phụ huynh, cũng như không thực sự cần thiết. Từ năm 2002 trở đi, Bộ Giáo dục và Đào tạo tổ chức một kì thi duy nhất, sau đó kết quả được áp dụng sang các trường mà thí sinh đã đăng ký nguyện vọng .
Năm 2006, hình thức thi trắc nghiệm khách quan được áp dụng đầu tiên cho bốn môn Ngoại ngữ của khối D là Tiếng Anh, Tiếng Nga, Tiếng Pháp và Tiếng Trung; đề thi gồm 70 câu trắc nghiệm. Từ năm 2007 đến 2014, hình thức thi này được Bộ Giáo dục và Đào tạo nhân rộng và áp dụng cho các môn Vật lý, Hóa học, Sinh học và Ngoại ngữ với thời gian làm bài là 90 phút, đề thi có 80 câu dành cho các môn Ngoại ngữ và 50 câu dành cho môn Vật lý, Hóa học và Sinh học; bốn môn văn hóa còn lại là Toán, Văn, Lịch sử và Địa lý thi tự luận với thời gian làm bài là 180 phút.

## Các khái niệm

### Hồ sơ đăng ký dự thi
Để được dự thi đại học hay cao đẳng, thí sinh cần có một bộ hồ sơ đăng ký và phải nộp trước khi thi để nhập dữ liệu. Bộ hồ sơ này gồm hai lá phiếu có nội dung khai báo như nhau: phiếu số 1 nộp cho trường đăng ký thi, phiếu số 2 thí sinh giữ để làm gốc. Sau khi tiếp nhận hồ sơ và nhập dữ liệu, trường sẽ gửi giấy báo dự thi về cho thí sinh. Giấy này rất quan trọng bởi vì có nó, thí sinh mới được phép vào phòng thi.

### Điểm sàn
Điểm sàn là mức điểm tối thiểu để các trường nhận đơn xét tuyển của thí sinh thi theo đề thi chung của Bộ Giáo dục và Đào tạo, điểm sàn chính thức được áp dụng từ năm 2004. Hiểu đơn giản, đây là mức điểm tối thiểu thí sinh cần phải đạt được để có quyền xét được xét tuyển vào các trường đại học, cao đẳng, nếu không đạt đến điểm sàn, thí sinh gần như đã không trúng tuyển. Một số trường hợp, điểm sàn có thể điều chỉnh theo từng trường nếu được phép của Bộ giáo dục.
| Năm  | Đại học | Đại học | Đại học | Đại học | Đại học | Cao đẳng | Cao đẳng | Cao đẳng | Cao đẳng | Cao đẳng |
| Năm  | Khối A  | Khối A1 | Khối B  | Khối C  | Khối D  | Khối A   | Khối A1  | Khối B   | Khối C   | Khối D   |
| ---- | ------- | ------- | ------- | ------- | ------- | -------- | -------- | -------- | -------- | -------- |
| 2004 | 14      |         | 15      | 15      | 14      | 11       |          | 12       | 12       | 11       |
| 2005 | 15      |         | 15      | 14      | 14      | 12       |          | 12       | 11       | 11       |
| 2006 | 13      |         | 14      | 14      | 13      | 10       |          | 11       | 11       | 10       |
| 2007 | 15      |         | 15      | 14      | 13      | 12       |          | 12       | 11       | 10       |
| 2008 | 13      |         | 15      | 14      | 13      | 10       |          | 12       | 11       | 10       |
| 2009 | 13      |         | 14      | 14      | 13      | 10       |          | 11       | 11       | 10       |
| 2010 | 13      |         | 14      | 14      | 13      | 10       |          | 11       | 11       | 10       |
| 2011 | 13      |         | 14      | 14      | 13      | 10       |          | 11       | 11       | 10       |
| 2012 | 13      | 13      | 14      | 14,5    | 13,5    | 10       | 10       | 11       | 11,5     | 10,5     |
| 2013 | 13      | 13      | 14      | 14      | 13,5    | 10       | 10       | 11       | 11       | 10       |

### Số lượng thí sinh đăng ký & dự thi
| Năm  | Đợt   | Lượt thí sinh | Lượt thí sinh | Lượt thí sinh | Lượt thí sinh  | Lượt thí sinh | Lượt thí sinh | Lượt thí sinh | Lượt thí sinh | Điểm 30 (làm tròn) | Điểm 30 (trần) |
| ---- | ----- | ------------- | ------------- | ------------- | -------------- | ------------- | ------------- | ------------- | ------------- | ------------------ | -------------- |
| Năm  | Đợt   | Đăng ký       | Dự thi        | Tỉ lệ dự thi  | Đăng ký (tổng) | Dự thi (tổng) | Tỉ lệ dự thi  | Dự thi ĐH     | Dự thi CĐ     | Điểm 30 (làm tròn) | Điểm 30 (trần) |
| 1998 | Đợt 1 | -             | -             | -             | 1,511,813      | 1,107,221     | 73.24%        | 875,626       | 231,595       | -                  | -              |
| 1998 | Đợt 2 | -             | -             | -             | 1,511,813      | 1,107,221     | 73.24%        | 875,626       | 231,595       | -                  | -              |
| 1998 | Đơt 3 | -             | -             | -             | 1,511,813      | 1,107,221     | 73.24%        | 875,626       | 231,595       | -                  | -              |
| 1999 | Đợt 1 | -             | -             | -             | 1,665,053      | 1,235,775     | 74.22%        | 897,314       | 338,461       | -                  | -              |
| 1999 | Đợt 2 | -             | -             | -             | 1,665,053      | 1,235,775     | 74.22%        | 897,314       | 338,461       | -                  | -              |
| 1999 | Đơt 3 | -             | -             | -             | 1,665,053      | 1,235,775     | 74.22%        | 897,314       | 338,461       | -                  | -              |
| 2000 | Đợt 1 | -             | -             | -             | 2,000,790      | 1,531,656     | 76.55%        | 1,123,264     | 408,392       | -                  | -              |
| 2000 | Đợt 2 | -             | -             | -             | 2,000,790      | 1,531,656     | 76.55%        | 1,123,264     | 408,392       | -                  | -              |
| 2000 | Đơt 3 | -             | -             | -             | 2,000,790      | 1,531,656     | 76.55%        | 1,123,264     | 408,392       | -                  | -              |
| 2001 | Đợt 1 | -             | -             | -             | 2,288,126      | 1,788,714     | 78.17%        | 1,261,328     | 527,386       | -                  | -              |
| 2001 | Đợt 2 | -             | -             | -             | 2,288,126      | 1,788,714     | 78.17%        | 1,261,328     | 527,386       | -                  | -              |
| 2001 | Đơt 3 | -             | -             | -             | 2,288,126      | 1,788,714     | 78.17%        | 1,261,328     | 527,386       | -                  | -              |
| 2002 | Đợt 1 | 609,533       | 433,794       | 71.17%        | 1,676,392      | 1,230,463     | 73.40%        | 931,904       | 298,559       | -                  | -              |
| 2002 | Đợt 2 | 600,000       | -             | -             | 1,676,392      | 1,230,463     | 73.40%        | 931,904       | 298,559       | -                  | -              |
| 2002 | Đơt 3 | 357,000       | 287,393       | 80.50%        | 1,676,392      | 1,230,463     | 73.40%        | 931,904       | 298,559       | -                  | -              |
| 2003 | Đợt 1 | -             | 580,000       | -             | 1,479,000      | 1,286,768     | 87.00%        | 943,407       | 343,361       | 2                  | -              |
| 2003 | Đợt 2 | -             | 400,000       | -             | 1,479,000      | 1,286,768     | 87.00%        | 943,407       | 343,361       | 2                  | -              |
| 2003 | Đơt 3 | -             | 343,361       | -             | 1,479,000      | 1,286,768     | 87.00%        | 943,407       | 343,361       | 2                  | -              |
| 2004 | Đợt 1 | -             | 500,000       | -             | 1,480,000      | 1,300,943     | 87.90%        | 888,479       | 412,464       | 39                 | -              |
| 2004 | Đợt 2 | -             | 500,000       | -             | 1,480,000      | 1,300,943     | 87.90%        | 888,479       | 412,464       | 39                 | -              |
| 2004 | Đơt 3 | -             | 412,464       | -             | 1,480,000      | 1,300,943     | 87.90%        | 888,479       | 412,464       | 39                 | -              |
| 2005 | Đợt 1 | -             | 500,000       | -             | 1,537,252      | 1,300,106     | 84.57%        | 935,283       | 364,823       | 99                 | -              |
| 2005 | Đợt 2 | 615,000       | 500,000       | 81.30%        | 1,537,252      | 1,300,106     | 84.57%        | 935,283       | 364,823       | 99                 | -              |
| 2005 | Đơt 3 | -             | 364,823       | -             | 1,537,252      | 1,300,106     | 84.57%        | 935,283       | 364,823       | 99                 | -              |
| 2006 | Đợt 1 | -             | -             | -             | 1,709,867      | 1,397,241     | 81.72%        | 980,192       | 417,049       | 37                 | 13             |
| 2006 | Đợt 2 | -             | -             | -             | 1,709,867      | 1,397,241     | 81.72%        | 980,192       | 417,049       | 37                 | 13             |
| 2006 | Đơt 3 | -             | 417,049       | -             | 1,709,867      | 1,397,241     | 81.72%        | 980,192       | 417,049       | 37                 | 13             |
| 2007 | Đợt 1 | 835,267       | 540,000       | 64.65%        | 1,850,076      | 1,368,207     | 73.95%        | 1,019,126     | 349,081       | 17                 | 3              |
| 2007 | Đợt 2 | 726,809       | 475,504       | 65.42%        | 1,850,076      | 1,368,207     | 73.95%        | 1,019,126     | 349,081       | 17                 | 3              |
| 2007 | Đơt 3 | 634,693       | 349,081       | 55.00%        | 1,850,076      | 1,368,207     | 73.95%        | 1,019,126     | 349,081       | 17                 | 3              |
| 2008 | Đợt 1 | 916,400       | 618,994       | 67.55%        | 2,191,727      | 1,663,940     | 75.92%        | 1,247,576     | 416,364       | 43                 | 12             |
| 2008 | Đợt 2 | 876,983       | 585,737       | 66.79%        | 2,191,727      | 1,663,940     | 75.92%        | 1,247,576     | 416,364       | 43                 | 12             |
| 2008 | Đơt 3 | 616,836       | 416,364       | 67.50%        | 2,191,727      | 1,663,940     | 75.92%        | 1,247,576     | 416,364       | 43                 | 12             |
| 2009 | Đợt 1 | 930,255       | 638,192       | 68.60%        | 2,125,975      | 1,614,783     | 75.95%        | 1,261,941     | 352,842       | 11                 | 6              |
| 2009 | Đợt 2 | 870,756       | 584,000       | 67.07%        | 2,125,975      | 1,614,783     | 75.95%        | 1,261,941     | 352,842       | 11                 | 6              |
| 2009 | Đơt 3 | 531,499       | 352,842       | 66.39%        | 2,125,975      | 1,614,783     | 75.95%        | 1,261,941     | 352,842       | 11                 | 6              |
| 2010 | Đợt 1 | 861,796       | 653,500       | 75.83%        | 1,900,000      | 1,589,305     | 83.65%        | 1,237,870     | 351,435       | 1                  | 1              |
| 2010 | Đợt 2 | 745,857       | 584,370       | 78.35%        | 1,900,000      | 1,589,305     | 83.65%        | 1,237,870     | 351,435       | 1                  | 1              |
| 2010 | Đơt 3 | 454,211       | 351,435       | 77.37%        | 1,900,000      | 1,589,305     | 83.65%        | 1,237,870     | 351,435       | 1                  | 1              |
| 2011 | Đợt 1 | 1,084,583     | 680,597       | 62.75%        | 1,994,115      | 1,645,572     | 82.52%        | 1,333,428     | 312,144       | 1                  | 1              |
| 2011 | Đợt 2 | 909,532       | 652,831       | 71.78%        | 1,994,115      | 1,645,572     | 82.52%        | 1,333,428     | 312,144       | 1                  | 1              |
| 2011 | Đơt 3 | 486,670       | 312,144       | 64.14%        | 1,994,115      | 1,645,572     | 82.52%        | 1,333,428     | 312,144       | 1                  | 1              |
| 2012 | Đợt 1 | 869,233       | 637,980       | 73.40%        | 1,812,592      | 1,509,514     | 83.28%        | 1,214,514     | 295,000       | 2                  | 1              |
| 2012 | Đợt 2 | 765,630       | 576,534       | 75.30%        | 1,812,592      | 1,509,514     | 83.28%        | 1,214,514     | 295,000       | 2                  | 1              |
| 2012 | Đơt 3 | 454,211       | 295,000       | 64.95%        | 1,812,592      | 1,509,514     | 83.28%        | 1,214,514     | 295,000       | 2                  | 1              |
| 2013 | Đợt 1 | 843,687       | 629,833       | 74.65%        | 1,710,983      | 1,478,033     | 86.39%        | 1,242,033     | 236,000       | 15                 | 5              |
| 2013 | Đợt 2 | 838,000       | 612,200       | 73.05%        | 1,710,983      | 1,478,033     | 86.39%        | 1,242,033     | 236,000       | 15                 | 5              |
| 2013 | Đơt 3 | 367,327       | 236,000       | 64.25%        | 1,710,983      | 1,478,033     | 86.39%        | 1,242,033     | 236,000       | 15                 | 5              |
| 2014 | Đợt 1 | 749,730       | 615,358       | 82.08%        | 1,529,435      | 1,369,951     | 89.57%        | 1,190,546     | 179,405       | 13                 | 5              |
| 2014 | Đợt 2 | 761,753       | 575,188       | 75.51%        | 1,529,435      | 1,369,951     | 89.57%        | 1,190,546     | 179,405       | 13                 | 5              |
| 2014 | Đơt 3 | 258,631       | 179,405       | 69.37%        | 1,529,435      | 1,369,951     | 89.57%        | 1,190,546     | 179,405       | 13                 | 5              |